# Carhaix-Plouguer
Carhaix-Plouguer (bretonsko Karaez-Plougêr) je naselje in občina v severozahodnem francoskem departmaju Finistère regije Bretanje. Leta 2008 je naselje imelo 8.156 prebivalcev.

## Geografija
Kraj leži v pokrajini Cornouaille ob reki Hyères, 58 km severovzhodno od Quimpera.

## Uprava
Carhaix-Plouguer je sedež istoimenskega kantona, v katerega so poleg njegove vključene še občine Cléden-Poher, Kergloff, Motreff, Poullaouen, Plounévézel, Saint-Hernin in Spézet s 15.231 prebivalci.
Kanton Carhaix-Plouguer je sestavni del okrožja Châteaulin.

## Zanimivosti
- romanska cerkev sv. Petra (Plouguer) iz 11. stoletja, kasneje dodani gotsko renesančni elementi,
- neogotska cerkev sv. Tremorja (Carhaix),
- glasbeni festival Vieilles Charrues Festival.

## Pobratena mesta
- El Arroub (Palestina),
- Carrickmacross (Irska),
- Dawlish, Devon (Anglija, Združeno kraljestvo),
- Oiartzun (Baskija, Španija),
- Rijnwoude (Južna Holandija, Nizozemska),
- Waldkappel, (Hessen, Nemčija).